# Chirothesis

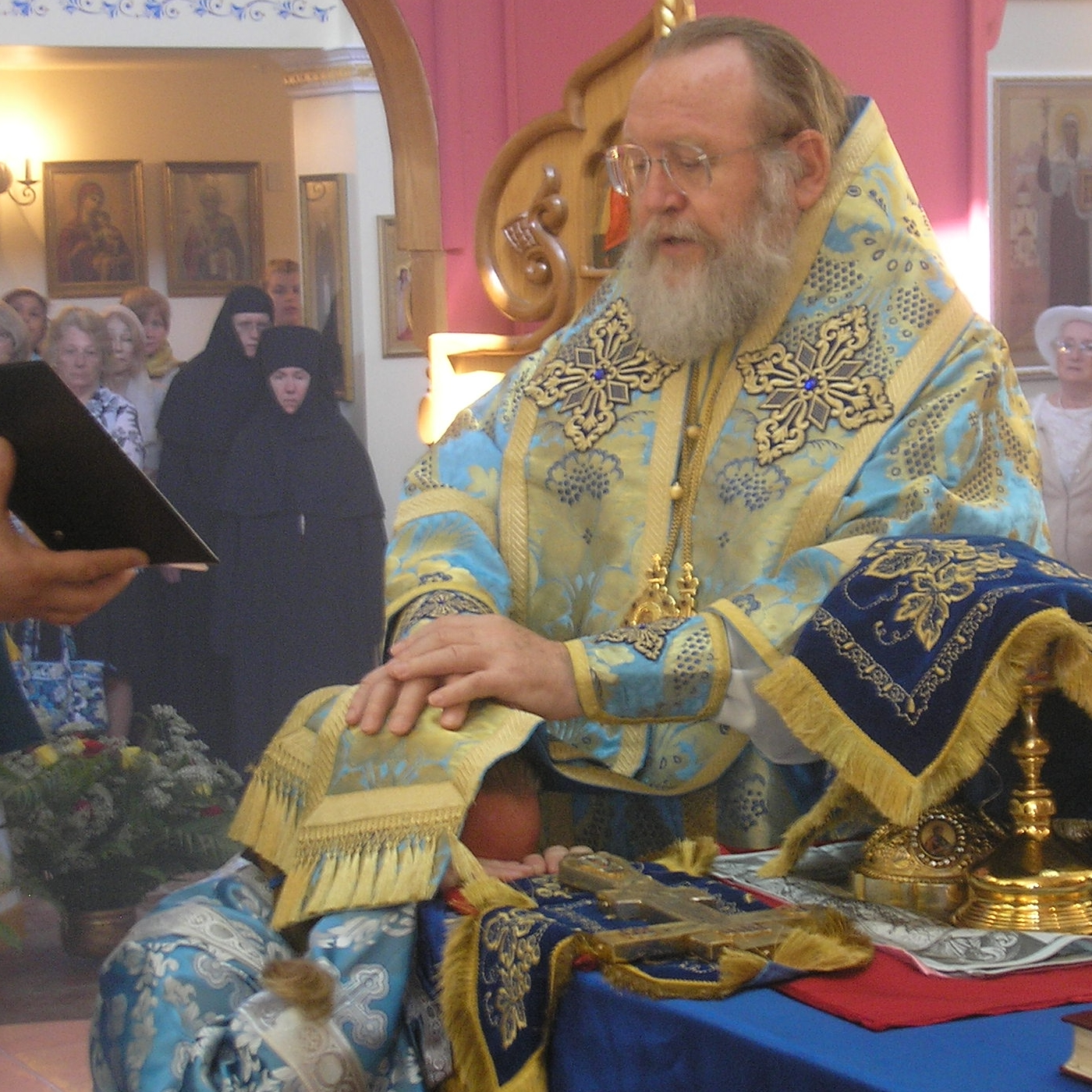
Kněžská chirotonie v pravoslaví

Chirothesis neboli „vložení rukou“ (rusky хиротéсия, řecky χειροθεσία, původ výrazu je složen z řeckých slov χείρ (chir) — ruka a τίθημι (tythemi) — pokládat, klást, odtud — vložení rukou) je slavnostní vložení rukou společně s modlitbou k vysvěcení nižšího kléru do stavu kněze (церковнослужитель) v pravoslaví. Právo chirotesie náleží biskupům, ale v klášterech, v souladu se 14. pravidlem Sedmého ekumenického koncilu, je právo vykonávat svěcení přiznáno také představeným (archimandritům a igumenům).

## Charakteristika
Vykonáním chirotesie se provádí rovněž svěcení kleriků do vládních stupňů (tj. nejvyšších stupňů hierarchie představených církve). Hlavní rozdílem chirotesie od chirotonie je to, že se v ní svěcenému neudílí svátost kněžství (při jejím vykonávání biskupem se nepronášejí slova svátosti na svěceného). Chirotesie se také, na rozdíl od chirotonie, nevykonává v oltáři, nýbrž v chrámu samotném.